# 2011 في إسرائيل
فيما يلي قوائم الأحداث التي وقعت خلال عام 2011 في إسرائيل.

## أحداث
- 7 أبريل – تفجير حافلة شاعر هنيغف
- 29 أغسطس – هجوم تل أبيب 2011

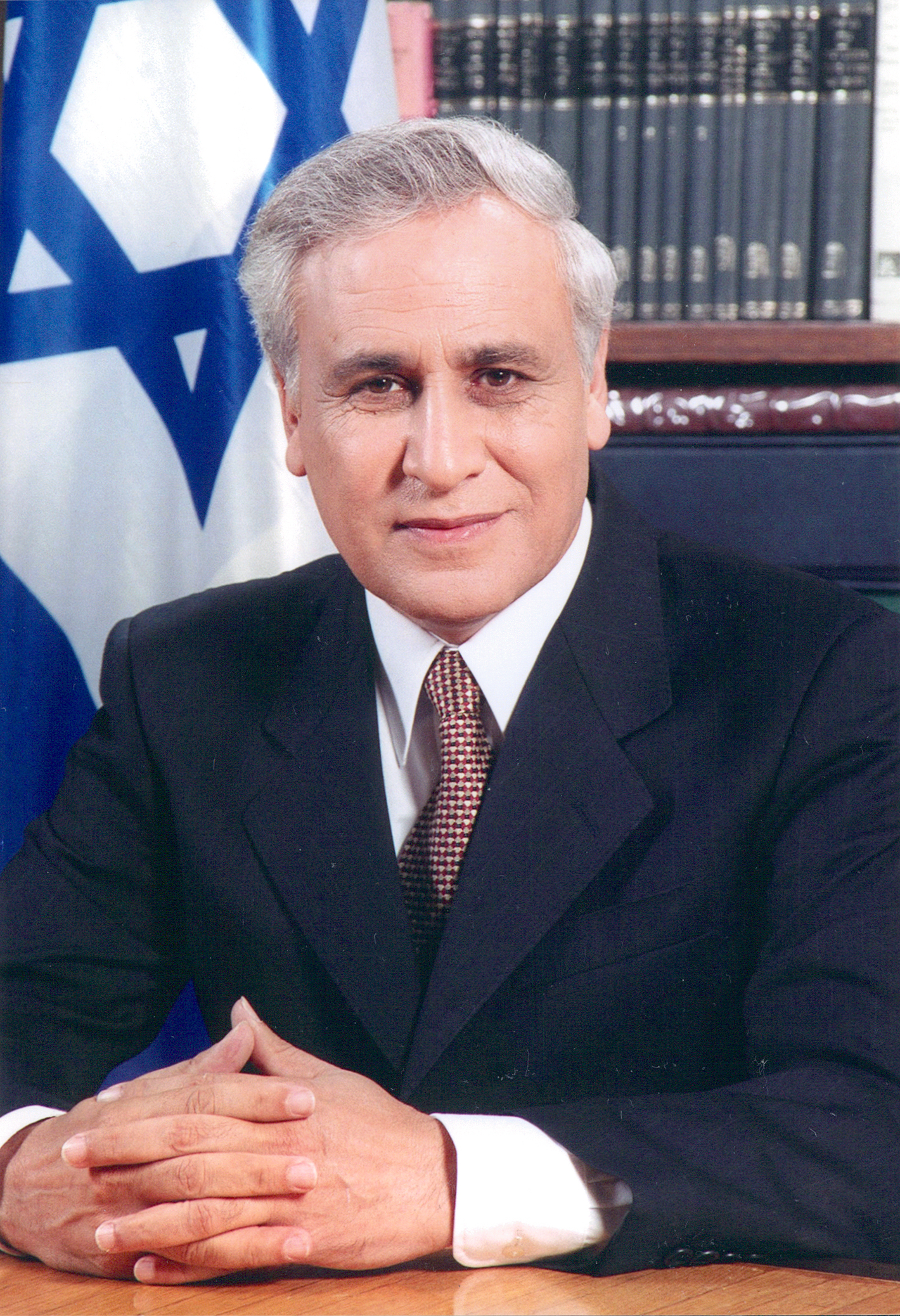
حكم على الرئيس السابق موشيه كاتساف بالسجن لمدة سبع سنوات بتهمة الاغتصاب.

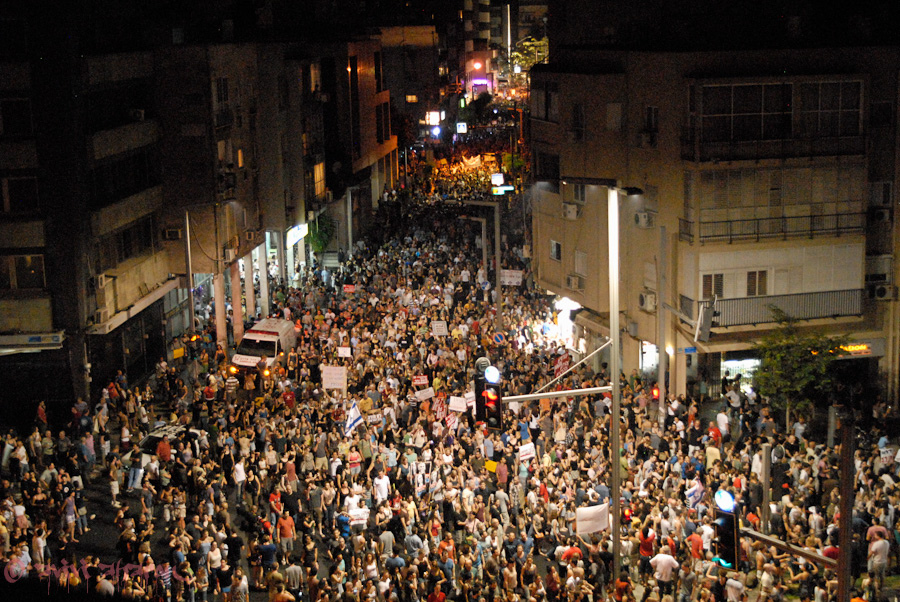
مظاهرات في تل ابيب

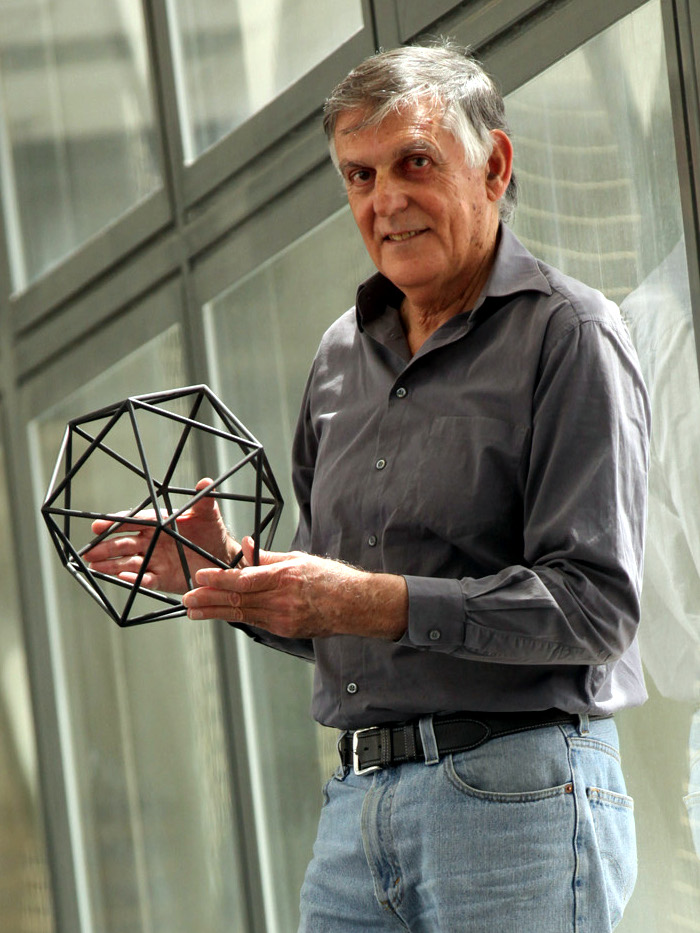
فاز البروفيسور الإسرائيلي دانييل شيتكمان بجائزة نوبل في الكيمياء

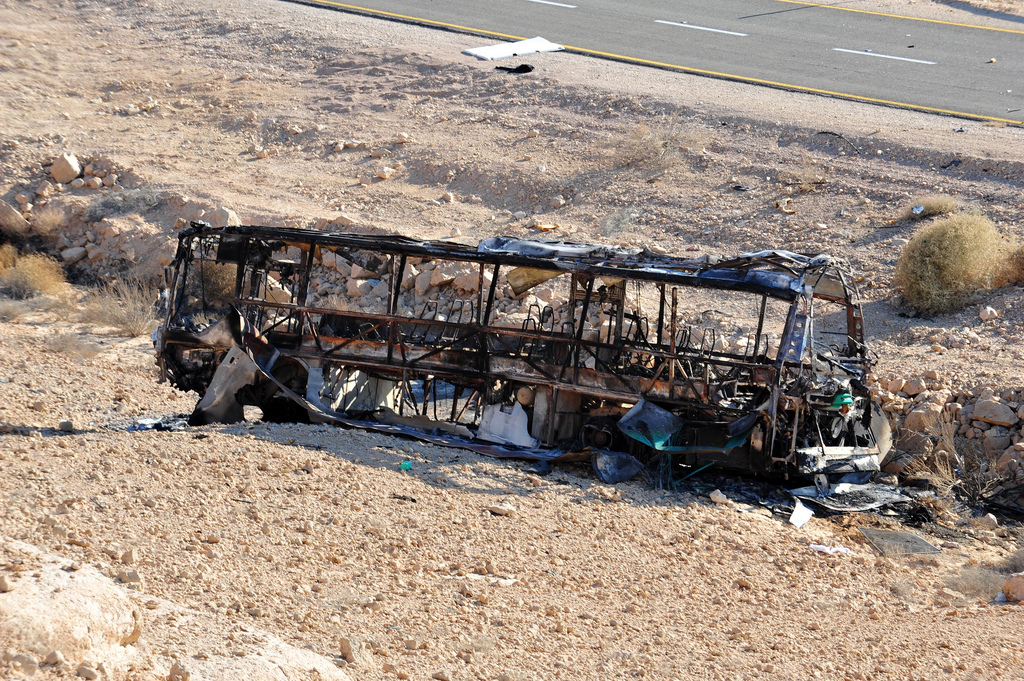
حافلة إسرائيلية تعرضت لهجوم إرهابي في جنوب إسرائيل

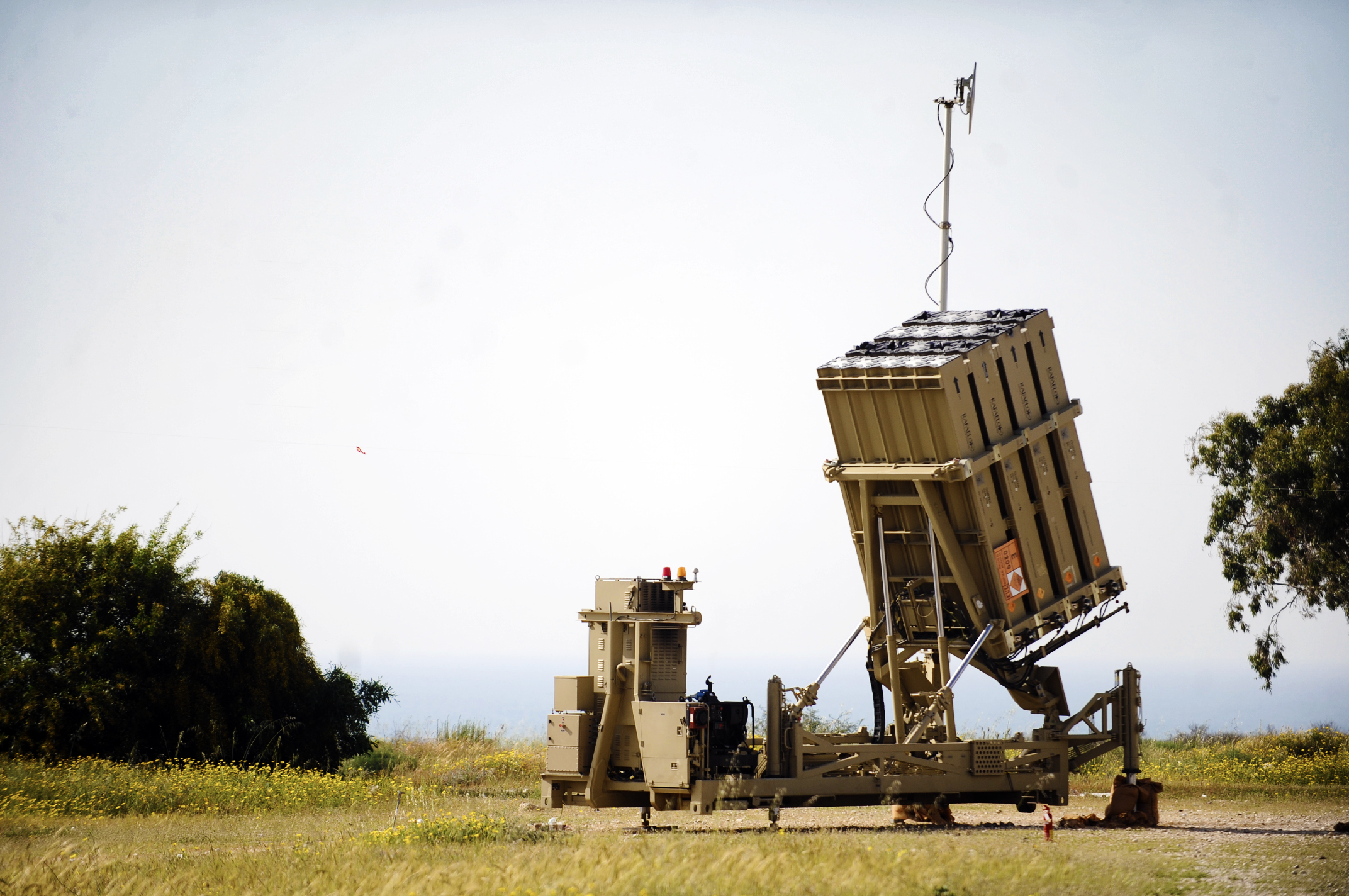
إسرائيل ، لأول مرة في تاريخ البشرية ، نجحت في اعتراض صاروخ قصير المدى باستخدام نظام الدفاع الجوي المبتكر Iron Dome.

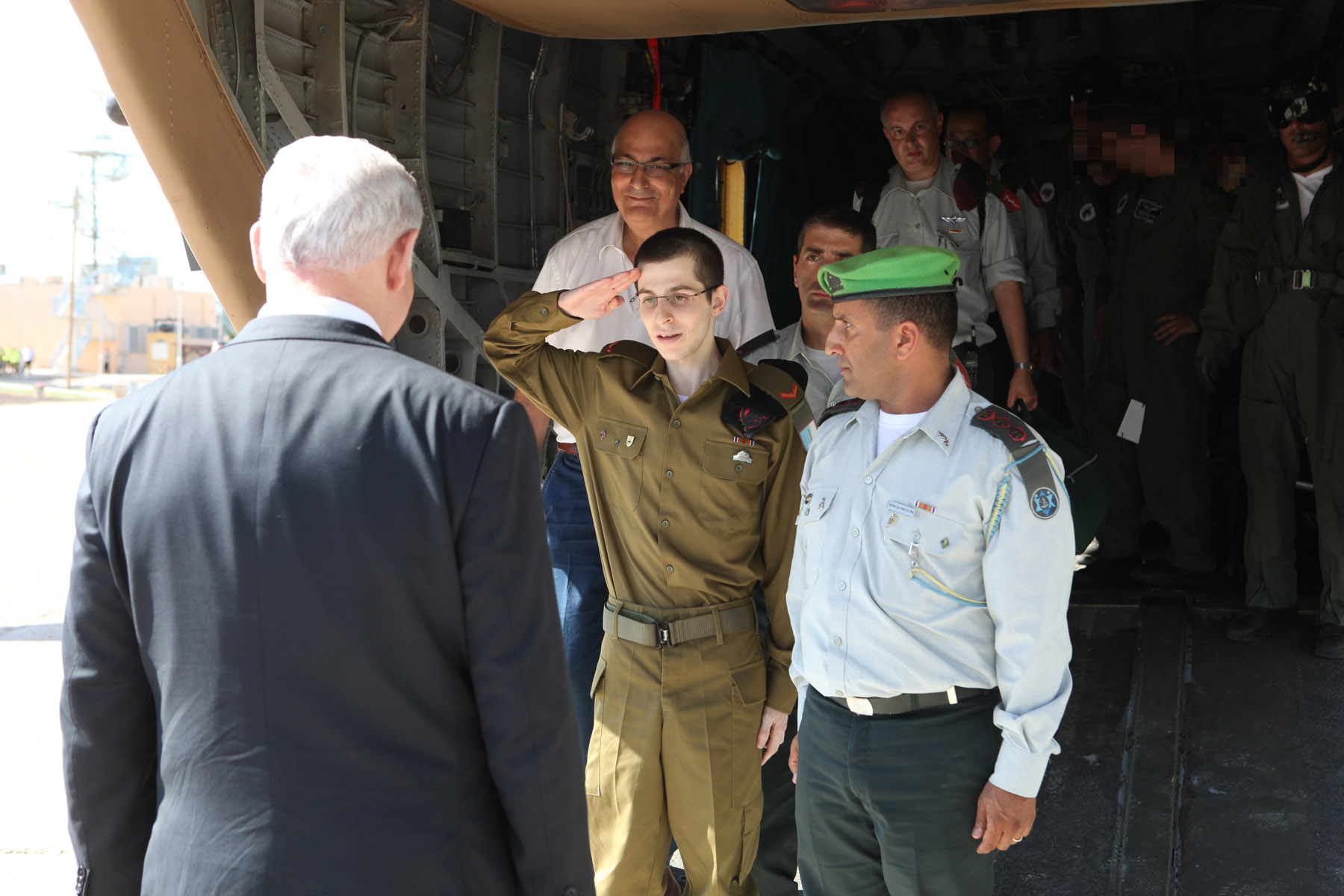
بعد أكثر من خمس سنوات في أسر حماس ، أطلق سراح الجندي الإسرائيلي الأسير جلعاد شاليط وعاد إلى إسرائيل ، بينما أطلق سراح أكثر من ألف فلسطيني وعرب إسرائيليين في المقابل

- 18 أغسطس – العمليات التفجيرية في إيلات
- 23 مارس – تفجير موقف الحافلات بالقدس 2011

## سياسة

### تعيين في المنصب
- 17 يناير – إيهود باراك عضو الكنيست [الإنجليزية]‏.
- 6 فبراير – يسرائيل أيخلير عضو الكنيست [الإنجليزية]‏.
- 25 مارس – زهافا غال-أون عضو الكنيست [الإنجليزية]‏.

### انتهاء فترة المنصب
- 17 يناير – إيهود باراك عضو الكنيست [الإنجليزية]‏.
- 19 يناير – متان فلنائي Deputy Minister of Defense ‏.

## أفلام
من الأفلام التي صدرت هذه السنة في إسرائيل:
- 1 يناير – زجاجة في بحر غزة من إخراج Thierry Binisti  [لغات أخرى]‏.
- 23 نوفمبر – خمس كاميرات محطمة من إخراج عماد برناط، Guy Davidi [الإنجليزية]‏.

## كتب
من الكتب التي صدرت هذه السنة في إسرائيل:
- 1 يناير – موجز تاريخ البشرية من تأليف يوفال نوح هراري.

## وفيات

### مارس
- 12 مارس – توفيق طوبي (مواليد 1922) سياسي إسرائيلي.

### أبريل
- 4 أبريل – جوليانو مير خميس (مواليد 1958)

### أكتوبر
- 2 أكتوبر – طه محمد علي (مواليد 1931) شاعر.
- 23 أكتوبر – عمنون ساومون (مواليد 1940) مصوّر سينمائي إسرائيلي.